# Zapadni Mojstir
Zapadni Mojstir (cyr. Западни Мојстир) – wieś w Serbii, w okręgu raskim, w gminie Tutin. W 2011 roku liczyła 446 mieszkańców.